# Natação no Campeonato Europeu de Esportes Aquáticos de 2016 - 100 m livre feminino
A prova dos 100 metros livre feminino da natação no Campeonato Europeu de Esportes Aquáticos de 2016 ocorreu nos dias 17 e 18 de maio em Londres, no Reino Unido. 

## Calendário
| Fase          | Data       | Hora  |
| ------------- | ---------- | ----- |
| Eliminatórias | 17 de maio | 10:57 |
| Semifinal     | 17 de maio | 18:07 |
| Final         | 18 de maio | 19:21 |

Todos os horários estão no horário local (UTC+0)

## Recordes
Antes desta competição, os recordes eram os seguintes:
| Recorde mundial       | Britta Steffen | 52.07 | Roma   | 31 de julho de 2009  |
| Recorde europeu       | Britta Steffen | 52.07 | Roma   | 31 de julho de 2009  |
| Recorde do campeonato | Sarah Sjöström | 52.67 | Berlim | 20 de agosto de 2014 |

## Medalhistas
| Ouro                 | Prata                     | Bronze                |
| Sarah Sjöström (SWE) | Ranomi Kromowidjojo (NED) | Femke Heemskerk (NED) |

## Resultados

### Eliminatórias
Esses foram os resultados das eliminatórias. 
| Pos. | Bateria | Raia | Nadadora             | Nacionalidade        | Tempo   | Notas |
| ---- | ------- | ---- | -------------------- | -------------------- | ------- | ----- |
| 1    | 7       | 4    | Ranomi Kromowidjojo  | Países Baixos        | 53.37   | Q     |
| 2    | 7       | 5    | Jeanette Ottesen     | Dinamarca            | 53.78   |       |
| 3    | 9       | 4    | Femke Heemskerk      | Países Baixos        | 53.81   | Q     |
| 4    | 8       | 4    | Sarah Sjöström       | Suécia               | 54.04   | Q     |
| 5    | 8       | 5    | Charlotte Bonnet     | França               | 54.50   | Q     |
| 6    | 6       | 2    | Mie Nielsen          | Dinamarca            | 54.55   | Q     |
| 7    | 9       | 6    | Andrea Murez         | Israel               | 54.67   | Q     |
| 8    | 7       | 3    | Erika Ferraioli      | Itália               | 54.70   | Q     |
| 8    | 8       | 6    | Maud van der Meer    | Países Baixos        | 54.70   |       |
| 10   | 5       | 1    | Theodora Drakou      | Grécia               | 54.81   | Q     |
| 11   | 9       | 2    | Silvia Di Pietro     | Itália               | 54.90   | Q     |
| 12   | 9       | 8    | Nina Rangelova       | Bulgária             | 54.91   | Q     |
| 12   | 8       | 3    | Pernille Blume       | Dinamarca            | 54.91   |       |
| 14   | 8       | 9    | Evelyn Verrasztó     | Hungria              | 55.29   | Q     |
| 15   | 7       | 8    | Maria Ugolkova       | Suíça                | 55.30   | Q     |
| 16   | 9       | 3    | Marrit Steenbergen   | Países Baixos        | 55.37   |       |
| 17   | 9       | 0    | Laura Letrari        | Itália               | 55.50   |       |
| 18   | 4       | 5    | Patricia Castro      | Espanha              | 55.51   | Q     |
| 19   | 8       | 7    | Katarína Listopadová | Eslováquia           | 55.52   | Q     |
| 20   | 7       | 6    | Mathilde Cini        | França               | 55.62   | Q     |
| 21   | 6       | 1    | Birgit Koschischek   | Áustria              | 55.70   | Q     |
| 22   | 5       | 6    | Janja Šegel          | Eslovênia            | 55.71   |       |
| 23   | 7       | 9    | Mart González        | Espanha              | 55.72   |       |
| 24   | 7       | 1    | Fatima Gallardo      | Espanha              | 55.75   |       |
| 25   | 7       | 7    | Ida Marko-Varga      | Suécia               | 55.76   |       |
| 26   | 8       | 8    | Anna Kolářová        | Chéquia              | 55.78   |       |
| 27   | 9       | 7    | Aglaia Pezzato       | Itália               | 55.79   |       |
| 28   | 8       | 1    | Harriet Cooper       | Reino Unido          | 55.80   |       |
| 29   | 8       | 2    | Anna Santamans       | França               | 55.85   |       |
| 29   | 6       | 4    | Cecilie Johannessen  | Noruega              | 55.85   |       |
| 31   | 6       | 7    | Miroslava Syllabová  | Eslováquia           | 55.86   |       |
| 32   | 7       | 0    | Yuliya Khitraya      | Bielorrússia         | 55.90   |       |
| 32   | 6       | 0    | Anna Dowgiert        | Polónia              | 55.90   |       |
| 34   | 4       | 6    | Lotte Goris          | Bélgica              | 55.97   |       |
| 35   | 5       | 4    | Ekaterina Avramova   | Turquia              | 56.00   |       |
| 36   | 7       | 2    | Louise Hansson       | Suécia               | 56.06   |       |
| 37   | 3       | 4    | Marte Løvberg        | Noruega              | 56.14   |       |
| 38   | 6       | 6    | Kimberly Buys        | Bélgica              | 56.16   |       |
| 39   | 6       | 5    | Keren Siebner        | Israel               | 56.20   |       |
| 40   | 4       | 9    | Tjaša Pintar         | Eslovênia            | 56.22   |       |
| 41   | 6       | 3    | Hanna-Maria Seppälä  | Finlândia            | 56.32   |       |
| 41   | 9       | 1    | Julie Jensen         | Dinamarca            | 56.32   |       |
| 41   | 4       | 3    | Aleksandra Urbańczyk | Polónia              | 56.32   |       |
| 44   | 6       | 8    | Julie Meynen         | Luxemburgo           | 56.35   |       |
| 44   | 5       | 7    | Ajna Késely          | Hungria              | 56.35   |       |
| 46   | 5       | 0    | Juliette Casini      | Bélgica              | 56.36   |       |
| 46   | 4       | 2    | Lidón Muñoz          | Espanha              | 56.36   |       |
| 48   | 5       | 3    | Lucy Hope            | Reino Unido          | 56.40   |       |
| 49   | 3       | 5    | Noemi Girardet       | Suíça                | 56.46   |       |
| 50   | 6       | 9    | Georgia Coates       | Reino Unido          | 56.48   |       |
| 51   | 4       | 0    | Diana Sokołowska     | Polónia              | 56.49   |       |
| 52   | 5       | 2    | Lotta Nevalainen     | Finlândia            | 56.66   |       |
| 52   | 9       | 9    | Jessica Jackson      | Reino Unido          | 56.66   |       |
| 54   | 4       | 7    | Juliette Dumont      | Bélgica              | 56.71   |       |
| 55   | 5       | 5    | Ida Lindborg         | Suécia               | 56.90   |       |
| 56   | 5       | 9    | Zohar Shikler        | Israel               | 56.91   |       |
| 57   | 3       | 7    | Barbora Mišendová    | Eslováquia           | 56.96   |       |
| 58   | 5       | 8    | Bryndís Hansen       | Islândia             | 56.98   |       |
| 59   | 3       | 2    | Kertu Alnek          | Estónia              | 57.09   |       |
| 60   | 4       | 4    | Sasha Touretski      | Suíça                | 57.13   |       |
| 61   | 4       | 8    | İlknur Çakıcı        | Turquia              | 57.19   |       |
| 62   | 3       | 6    | Julia Kukla          | Áustria              | 57.28   |       |
| 62   | 3       | 3    | Fanny Teijonsalo     | Finlândia            | 57.28   |       |
| 64   | 3       | 9    | Gabriela Ņikitina    | Letônia              | 57.44   |       |
| 65   | 2       | 4    | Esra Kaçmaz          | Turquia              | 57.45   |       |
| 66   | 1       | 4    | Sanja Jovanović      | Croácia              | 57.52   |       |
| 67   | 3       | 8    | Wioletta Orczykowska | Polónia              | 58.08   |       |
| 68   | 3       | 0    | Tess Grossmann       | Estónia              | 58.34   |       |
| 69   | 4       | 1    | Ana Leite            | Portugal             | 58.37   |       |
| 70   | 3       | 1    | SvenjaStoffel        | Suíça                | 58.43   |       |
| 71   | 2       | 3    | Nichola Muscat       | Malta                | 58.66   |       |
| 72   | 2       | 5    | Sara Lettoli         | San Marino           | 58.85   |       |
| 73   | 2       | 6    | Monica Ramírez       | Andorra              | 59.13   |       |
| 74   | 2       | 7    | Monika Vasilyan      | Armênia              | 59.74   |       |
| 75   | 1       | 6    | Nikol Merizaj        | Albânia              | 59.81   |       |
| 76   | 2       | 1    | Signhild Joensen     | Armênia              | 59.89   |       |
| 77   | 1       | 5    | Elena Giovannini     | San Marino           | 1:00.14 |       |
| 78   | 2       | 9    | Elisa Bernardi       | San Marino           | 1:00.30 |       |
| 79   | 2       | 0    | Nejla Karić          | Bósnia e Herzegovina | 1:00.41 |       |
| 80   | 1       | 3    | Nadia Tudo           | Andorra              | 1:00.68 |       |
| 81   | 2       | 8    | Martina Ceccaroni    | Ilhas Feroé          | 1:00.61 |       |
| 82   | 2       | 2    | Sara Lettoli         | San Marino           | 1:00.65 |       |
| 83   | 8       | 0    | Margaux Fabre        | França               | DNS     |       |
| 83   | 9       | 5    | Katinka Hosszú       | Hungria              | DNS     |       |

### Semifinal
Esses foram os resultados das semifinais. 
Semifinal 1
| Pos. | Raia | Nadadora             | Nacionalidade | Tempo | Notas |
| ---- | ---- | -------------------- | ------------- | ----- | ----- |
| 1    | 4    | Femke Heemskerk      | Países Baixos | 54.15 | Q     |
| 2    | 5    | Charlotte Bonnet     | França        | 54.29 | Q     |
| 3    | 3    | Andrea Murez         | Israel        | 54.57 | Q     |
| 4    | 2    | Nina Rangelova       | Bulgária      | 54.76 | Q     |
| 5    | 7    | Maria Ugolkova       | Suíça         | 55.10 |       |
| 6    | 6    | Theodora Drakou      | Grécia        | 55.17 |       |
| 7    | 1    | Katarína Listopadová | Eslováquia    | 55.35 |       |
| 8    | 8    | Birgit Koschischek   | Áustria       | 55.81 |       |

Semifinal 2
| Pos. | Raia | Nadadora            | Nacionalidade | Tempo | Notas |
| ---- | ---- | ------------------- | ------------- | ----- | ----- |
| 1    | 4    | Ranomi Kromowidjojo | Países Baixos | 54.44 | Q     |
| 2    | 5    | Sarah Sjöström      | Suécia        | 54.55 | Q     |
| 3    | 3    | Mie Nielsen         | Dinamarca     | 54.63 |       |
| 4    | 2    | Silvia Di Pietro    | Itália        | 54.77 | Q     |
| 5    | 7    | Evelyn Verrasztó    | Hungria       | 54.91 | Q     |
| 6    | 6    | Erika Ferraioli     | Itália        | 54.96 |       |
| 7    | 8    | Mathilde Cini       | França        | 55.36 |       |
| 8    | 1    | Patricia Castro     | Espanha       | 55.49 |       |

### Final
Esse foi o resultado da final. 
| Pos.              | Raia | Nadadora            | Nacionalidade | Tempo | Notas |
| ----------------- | ---- | ------------------- | ------------- | ----- | ----- |
| Medalha de ouro   | 6    | Sarah Sjöström      | Suécia        | 52.82 |       |
| Medalha de prata  | 3    | Ranomi Kromowidjojo | Países Baixos | 53.24 |       |
| Medalha de bronze | 4    | Femke Heemskerk     | Países Baixos | 53.72 |       |
| 4                 | 5    | Charlotte Bonnet    | França        | 54.01 |       |
| 5                 | 2    | Andrea Murez        | Israel        | 54.89 |       |
| 6                 | 7    | Nina Rangelova      | Bulgária      | 54.96 |       |
| 7                 | 1    | Silvia Di Pietro    | Itália        | 55.11 |       |
| 8                 | 8    | Evelyn Verrasztó    | Hungria       | 56.52 |       |

Legenda
| Recorde mundial       | Recorde mundial (World record)               |                       | Recorde africano                      | Recorde africano (African) |                                           | Q | Classificado por posição (Qualified) |
| Recorde do campeonato | Recorde do campeonato (Championship record)  | Recorde da América    | Recorde da América (Americas)         | q                          | Classificado por melhor tempo (Qualified) |   |                                      |
| Melhor marca do ano   | Melhor marca do ano (World leading)          | Recorde asiático      | Recorde asiático (Asian)              | DNS                        | Não largou (Did not start)                |   |                                      |
| Recorde nacional      | Recorde nacional (National record)           | Recorde europeu       | Recorde europeu (European)            | DNF                        | Não terminou (Did not finish)             |   |                                      |
| Recorde pessoal       | Recorde pessoal do atleta (Personal best)    | Recorde da Oceania    | Recorde da Oceania (Oceania)          | DSQ / DQ                   | Desclassificado (Disqualified)            |   |                                      |
| Recorde da temporada  | Recorde da temporada do atleta (Season best) | Recorde sul-americano | Recorde sul-americano (South America) | NM                         | Sem marca (No mark)                       |   |                                      |